# Aardbeving Kirgizië 2008
De aardbeving van 2008 in Kirgizië vond plaats op 5 oktober om 21.52 uur plaatselijke tijd (15.52 UTC). De beving had een kracht van 6,6 op de schaal van Richter, doodde 75 mensen waaronder 41 kinderen, en 150 mensen raakten gewond. Het centrum van de beving lag bij het dorp Nura, dat werd verwoest. In het gebied stortten ruim 100 gebouwen in. Ook uit Xinjiang Autonome Regio, net over de Chinese grens, werd wat schade gemeld. In heel Centraal-Azië werd de beving gevoeld. Een naschok met een kracht van 5,7 trad op in Xinjiang, en een met een kracht van 5,1 in Kirgizië. Op 13 oktober werden nog twee naschokken in Kirgizië en een in Xinjiang waargenomen. Slachtoffers werden met militaire helikopters naar Oš gebracht.
Het Kirgizische Ministerie van Noodsituaties verklaarde dat in Nura slechts weinig gebouwen waren blijven staan. De enige overgebleven gebouwen waren aardbevingsbestendig gebouwd: de school en een kliniek. Kanatbek Abdrachmatov, hoofd van het seismologisch instituut, schreef een groot deel van de schade toe aan inferieure bouwmethoden, veel gebouwen waren van klei en stro gemaakt.
Als compensatie kregen de gewonden 5.000 Kirgizische som (US$ 136) en 3 ton kool, families van de doden kregen 50 kg meel. 200 mensen wilden in Nura blijven, aan hen werden 6-persoons tenten verstrekt. Er werden 100 mobiele woningen naar Nura gebracht, in 2009 werd met de herbouw begonnen. Oezbekistan schonk voor US$200,000 aan humanitaire hulp waaronder 120 ton cement, en andere bouwmaterialen.
In Kirgizië werd op 7 oktober 2008 een dag van nationale rouw gehouden.